# Thylogale lanatus
Thylogale lanatus är en pungdjursart som först beskrevs av Thomas 1922. Thylogale lanatus ingår i släktet buskvallabyer och familjen kängurudjur. IUCN kategoriserar arten globalt som starkt hotad. Inga underarter finns listade.
Pungdjuret förekommer på Huonhalvön på östra Nya Guinea. Arten vistas där i upp till 3800 meter höga bergstrakter. Habitatet utgörs av gräsmarker och tropiska regnskogar.